# De l'Infinité d'amour
Le dialogue De l'Infinité d'amour (Dialogo della signora Tullia d'Aragona della infinità di Amore en italien) est un livre de la poétesse et philosophe italienne Tullia d'Aragon, paru en 1547 à Venise, édité par Girolamo Muzio chez l'imprimeur Gabriele Giolito de' Ferrari, puis réédité en 1552.
L'ouvrage est un dialogue philosophique sur l'amour. Il fait intervenir trois personnages qui existent réellement : Benedetto Varchi appartenant à l'école péripatéticienne issue d'Aristote, Lattanzio Benucci et Tullia d'Aragon elle-même, proche du néoplatonisme de Florence. La question posée par les protagonistes est de savoir « si aimer peut avoir un terme ». Ils s'efforcent d'éclaircir le sens des mots « terme » et « fin », ainsi que la différence grammaticale et philosophique entre « amour » et « aimer ».

## Autour du livre

### Genre littéraire
Le dialogue De l'Infinité d'amour reprend, comme son titre original l'indique, la forme littéraire du dialogue, initiée par Platon en philosophie, et largement reprise dans l'Antiquité, par Cicéron notamment. Le préfacier Yves Hersant explique que le dialogue est très prisé par les humanistes à la Renaissance.
L'ouvrage de Tullia d'Aragon se rapproche parfois du genre comique et de la comédie, avec des proverbes, des quiproquos, des moqueries légères, sur le modèle de Lucien de Samosate, satiriste latin auteur des Philosophes à vendre. La conversation est cependant placée sous le signe de la courtoisie et de la politesse, et le préfacier Yves Hersant voit dans la démarche de Tullia d'Aragon la préfiguration des salons littéraires qui seront tenus par des femmes lettrées : « l'atmosphère que l'on respire est déjà celle des salons ».

### Publication de l'ouvrage
Le poète italien Girolamo Muzio affirme, dans son épître dédicatoire, avoir édité l'ouvrage sans le consentement de Tullia d'Aragon. Il est possible qu'il l'ait en partie rédigé ou réécrit. Il explique avoir remis le nom véritable de Tullia, qui avait choisi « Sabina » pour pseudonyme.

L'attribution du livre à Tullia d'Aragon a été contestée. En raison du rôle possible de Girolamo Muzio et Benedetto Varchi (l'interlocuteur de Tullia dans le dialogue) dans sa rédaction, la paternité leur a été respectivement attribuée. La notice de la Fondation Barbier-Mueller pour l'étude de la poésie italienne de la Renaissance explique : 
« La figure de Tullia aurait servi à rendre l’argumentation plus mondaine voire plus frivole. Et en effet, s’il s’inscrit dans un important courant de traités sur le même sujet, illustré en particulier par le Raverta (1543-1544) de Giuseppe Betussi, qui tous tentent de concilier une argumentation savante et un goût de cour, le Dialogo della infinità di Amore s’impose comme l’un des plus réussis. »
Mais l'ouvrage est généralement attribué à Tullia.

### Contexte et personnages

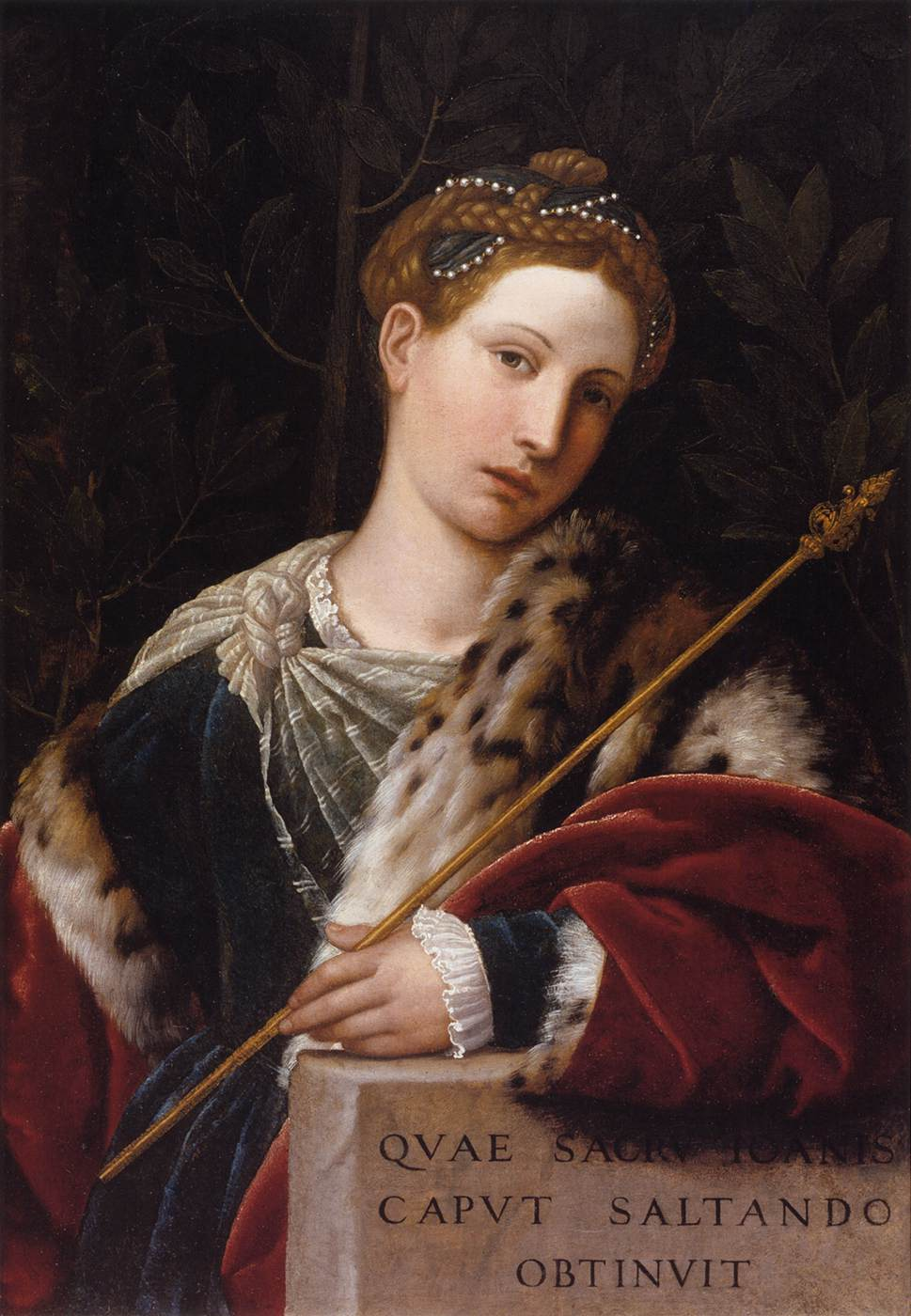
Portrait de Tullia d'Aragon en Salomé, par Moretto da Brescia.

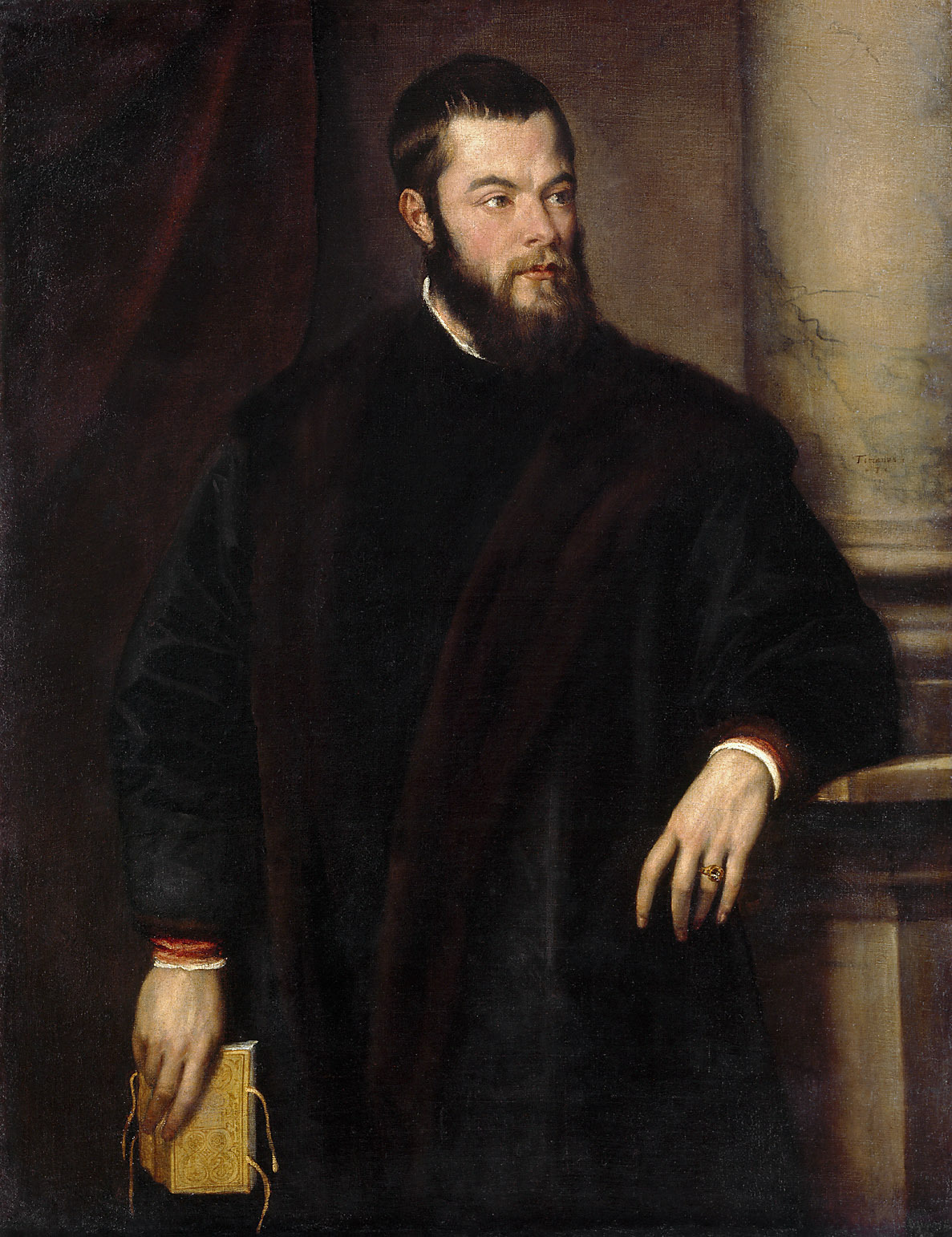
Portrait de Benedetto Varchi, interlocuteur de Tullia, par Titien.

L'ouvrage prend place dans un contexte général de réhabilitation de l'amour par les néoplatoniciens au XVIe siècle. Les dissertations sur l'amour mais aussi sur le statut des femmes se multiplient. Les personnages de l'ouvrage, ainsi que les auteurs fréquemment cités comme Platon, Pétrarque ou Marsile Ficin, ont pour la plupart écrit des dialogues, des poèmes ou des traités sur l'amour. Auparavant, l'amour était souvent décrié par les médecins comme « un mal sournois, un déséquilibre des humeurs, une variété de mélancolie » précise Yves Hersant.
Il y a trois personnages dans le dialogue.
Benedetto Varchi est un humaniste italien, ami de Tullia d'Aragon, philosophe et auteur de poèmes sur l'amour. Dans l'ouvrage, il est un membre de l'école péripatéticienne, c'est-à-dire un disciple d'Aristote, dont il reprend souvent l'appareil conceptuel et métaphysique. Sa préférence sur la question de l'amour va à Filone, en réalité un personnage des Dialogues d'amour de Léon l'Hébreu : « Je mets Filone au-dessus du lot ».  Il accorde cependant des mérites à Platon : le préfacier Yves Hersant le qualifie d'« aristotélicien très proche du platonisme ». Il a peut-être contribué à la rédaction de l'ouvrage.
Lattanzio Benucci est un gentilhomme siénois, poète et admirateur de Tullia d'Aragon, qu'il a rencontrée en 1543, et pour laquelle il a écrit des sonnets.
Tullia d'Aragon, auteur de l'ouvrage, est une philosophe, poétesse et courtisane humaniste. Elle est proche du néoplatonisme de Florence. Dans le dialogue, elle est l'hôtesse qui accueille les convives souhaitant converser. Elle donne un style propre à chaque personnage : elle-même est vive, Varchi est « sentencieux », et Benucci « un peu servile », selon Yves Hersant.

## Contenu

### Définition de l'amour
Tullia d'Aragon propose une première définition de l'amour d'inspiration platonicienne, qui est la suivante : 
« « Amour », d'après ce que j'ai souvent entendu dire par d'autres et d'après ce que j'en peux savoir, n'est rien d'autre qu'un désir de jouissance et d'union portant sur un être réellement beau, ou qui semble beau à celui qui aime. »
Elle propose plus loin une distinction entre « deux régimes » de l'amour, suivant en cela le Pausanias du Banquet de Platon : l'amour vulgaire et déshonnête, qui désire jouir de l'objet aimé et vise la reproduction, « fin tout animale et brutale », et l'amour honnête et vertueux, suscité par la « raison » et qui a pour fin la « transformation réciproque » des amants.